# CoreAVC
CoreAVC je dekodér videa vyvinutý firmou CoreCodec, který implementuje standard MPEG-4 AVC (známý také jako H.264), jenž je používán například ve formátech video disků další generace – HD DVD a Blu-ray. CoreAVC dokáže urychlit dekódování videa využitím grafické karty pomocí technologie CUDA.
Dekoder je pozoruhodně rychlý v porovnání s jinými softwarovými dekodery (jako je libavcodec) a může dokonce soupeřit s některými hardwarovými. To umožňuje starším počítačům přehrávat AVC video s nižším rozlišením a novějším HD video.
CoreAVC je součástí multimediálního frameworku CorePlayer a nyní je použit také v systému Joost.